# VIN-kod

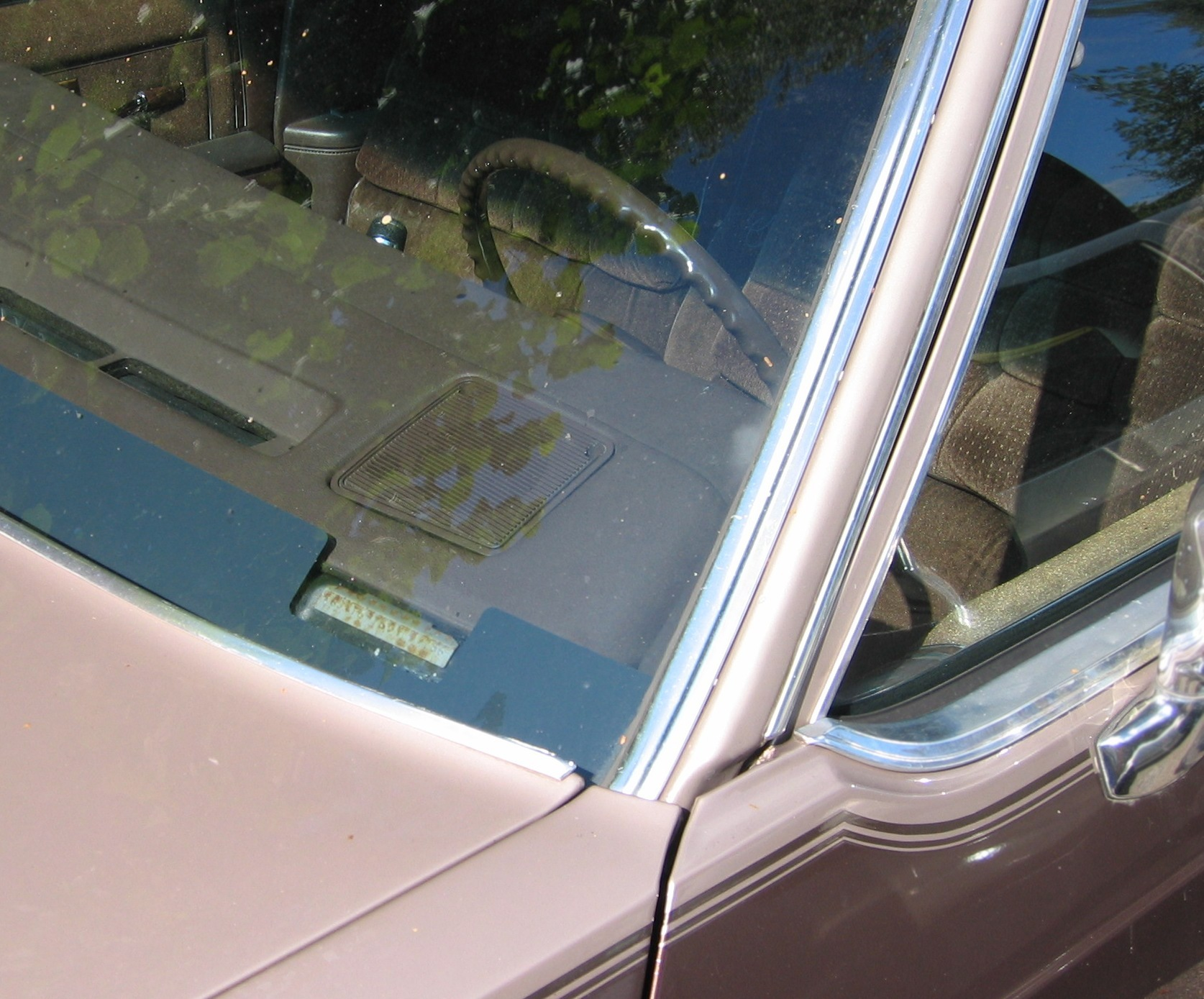
VIN-kod synlig i vindrutefästet från ett USA-tillverkat fordon.

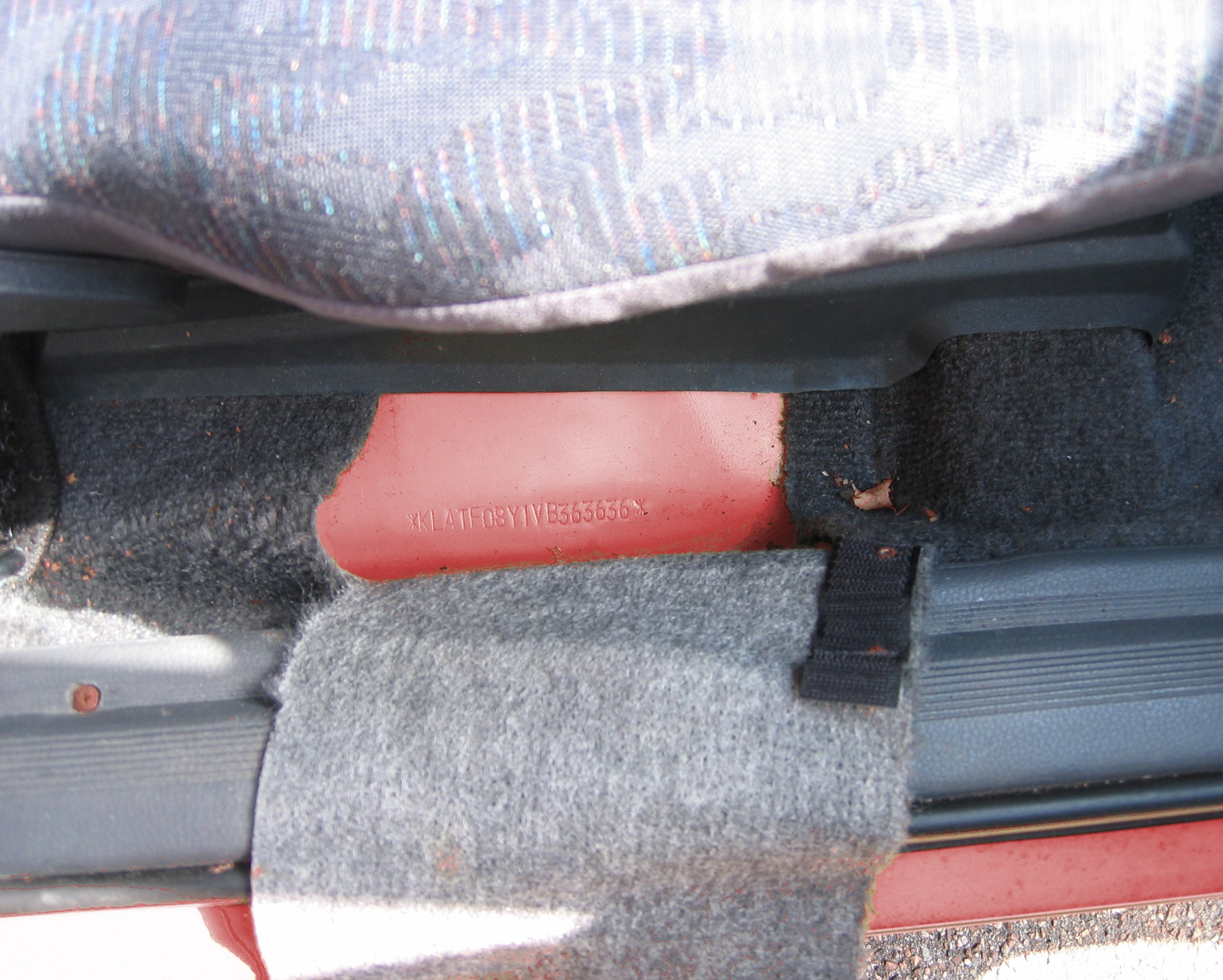
VIN-kod i GM-T-plattformen i ett fordon bredvid passagerarplatsen fram.

VIN-kod (Vehicle Identification Number) är det tillverkningsnummer, som varje tillverkat fordon får som identifikation, även kallat chassinummer. Med hjälp av VIN-koden kan man på personbilar, bussar och lastbilar utläsa tillverkningsland, bilmodell, fabrik, utrustning m.m.

## Historia
I mitten av 1940-talet började amerikanska biltillverkare systematisera identifieringen av bilar och bildelar, så att de lättare kunde identifiera de delar som hörde till varje bilmodell. Varje biltillverkare hade ett eget sätt att identifiera sina produkter.
Tidigt på 1970-talet beslutade National Highway Traffic Safety Administration, att alla tillverkare av vägfordon skulle ha en kod med 17-tecken uppbyggt på samma sätt. I februari 1977 blev det officiellt, med ISO certifiering 3779, som senast reviderades 1983 och blev EU-standard.

## Placering
Placeras numera synligt utifrån bakom vindrutans vänstra underkant. Brukar även vara djupstansat på durkplåten framför passagerarstolen och synligt under en uppvikbar flik i golvmattan. Slutligen finns den på identifikationsdekaler klistrade i någon dörrkarm eller i motorrummet samt på fordonets registreringsbevis.
Vid köp av en begagnad bil kan det vara lämpligt att kolla VIN på alla ställen och vara uppmärksam på ev. manipulation.

## Hur man läser koden
Alla VIN-koder består av 17 tecken, med versalerna A-Z och siffrorna 0-9, men bokstäverna I, O och Q används aldrig, för att undvika felavläsning. Inga mellanrum eller andra märkningar får finnas i VIN-koden.
- Första tecknet anger vilket land fordonet är tillverkat i. Svenska tillverkare börjar på Y.
- Andra tecknet anger namnet på tillverkaren. Sverige har S till W.
- Tredje tecknet betecknar fordonstyp eller tillverkningsenhet och varierar mellan de olika tillverkarna.
- Fjärde till åttonde tecknet beskriver fordonets utrustning, motor, serie m.m. Även här varierar det mellan tillverkare.
- Nionde tecknet är en kontrollsiffra för att se om koden är rätt. Siffra eller bokstav, som genom nedanstående uträkning, ger en siffra mellan 0 och 10 (där 10 skrivs X), av alla 17 tecknen. Kontrollsiffra är obligatorisk endast för fordon sålda i Nordamerika. De som inte använder kontrollsiffran har ett Z för att markera detta.

### Översättningstabell
| Bokstav | A | B | C | D | E | F | G | H | I | J | K | L | M | N | O | P | Q | R | S | T | U | V | W | X | Y | Z |
| ------- | - | - | - | - | - | - | - | - | - | - | - | - | - | - | - | - | - | - | - | - | - | - | - | - | - | - |
| Värde   | 1 | 2 | 3 | 4 | 5 | 6 | 7 | 8 | 9 | 1 | 2 | 3 | 4 | 5 | 6 | 7 | 8 | 9 | 2 | 3 | 4 | 5 | 6 | 7 | 8 | 9 |

Varje siffra eller bokstavs värde multipliceras med den plats värde de står i VIN-koden:
| Plats | 1 | 2 | 3 | 4 | 5 | 6 | 7 | 8  | 9 | 10 | 11 | 12 | 13 | 17 | 15 | 16 | 17 |
| ----- | - | - | - | - | - | - | - | -- | - | -- | -- | -- | -- | -- | -- | -- | -- |
| Värde | 8 | 7 | 6 | 5 | 4 | 3 | 2 | 10 | 0 | 9  | 8  | 7  | 6  | 5  | 4  | 3  | 2  |

Resultatet summeras och totalsumman divideras med 11. Kontrollsiffran (nionde tecknet) är resultatet och om det blir 10 så skrivs det X som romerska siffran 10.
Tionde tecknet anger vilket modellår fordonet tillhör. Modellåret sträcker sig från 1 september till 31 augusti efterföljande år. Beteckningen årsmodell eller modellår slopades 1999 i de svenska registreringsbevisen. 
- 1971 1   1981 B  1991 M  2001 1  2011 B  2021 M
- 1972 2   1982 C  1992 N  2002 2  2012 C  2022 N
- 1973 3   1983 D  1993 P  2003 3  2013 D  2023 P
- 1974 4   1984 E  1994 R  2004 4  2014 E  2024 R
- 1975 5   1985 F  1995 S  2005 5  2015 F
- 1976 6   1986 G  1996 T  2006 6  2016 G
- 1977 7   1987 H  1997 V  2007 7  2017 H
- 1978 8   1988 J  1998 W  2008 8  2018 J
- 1979 9   1989 K  1999 X  2009 9  2019 K
- 1980 A   1990 L  2000 Y  2010 A  2020 L

- Elfte tecknet ger information vilken fabrik som byggt fordonet enligt tillverkarens lista.
- Tolfte till sjuttonde tecknet är en tillverkningskod för fordonet, som anger när det lämnade tillverkningslinjen. De sista fyra tecknen är alltid siffror.

## Exempel
| Position | Exempel | Förklaring    |                |
| -------- | ------- | ------------- | -------------- |
| 1        | Y       | Sverige Volvo |                |
| 2        | V       | Sverige Volvo |                |
| 3        | 1       | Sverige Volvo |                |
| 4        | A       | Utrustning    |                |
| 5        | A       | Utrustning    |                |
| 6        | 8       | Utrustning    |                |
| 7        | 8       | Utrustning    |                |
| 8        | 4       | Utrustning    |                |
| 9        | 3       | Utrustning    | Kontrollsiffra |
| 10       | M       | 1991          |                |
| 11       | 1       | Torslanda     |                |
| 12       | x       | Serienummer   |                |
| 13       | x       | Serienummer   |                |
| 14       | x       | Serienummer   |                |
| 15       | x       | Serienummer   |                |
| 16       | x       | Serienummer   |                |
| 17       | x       | Serienummer   |                |

Exemplet i tabellen YV1AA8843M1xxxxxx är en 1991 års 2-dörrars Volvo 240, med airbag och bälten, B 23F motor, tillverkad på Torslandafabriken med chassinummer xxxxxx.